# 감염병
감염병(感染病, 영어: infection, infectious disease,  transmissible disease, communicable disease)은 세균, 스피로헤타, 리케차, 바이러스, 진균, 기생충과 같은 여러 병원체에 의해 감염되어 발병하는 질환이다. 병원체에 의한 감염은 음식의 섭취, 호흡에 의한 병원체의 흡입, 다른 사람과의 접촉 등 다양한 경로를 통해 발생한다.

## 특징
대부분의 미생물은 인체에 들어와도 큰 해를 끼치지 못한다. 병원체가 침투하면 신체의 면역 체계가 작동하며 대부분의 경우 발병 이전에 퇴치된다. 그러나 여러 가지 이유로 면역 체계가 약화되어 있거나 병원체의 독성이 강한 경우, 또는 대량의 병원체에 노출된 경우 인체의 면역 체계가 제 기능을 못하게 되고 감염 증상을 보이게 된다.

## 전파

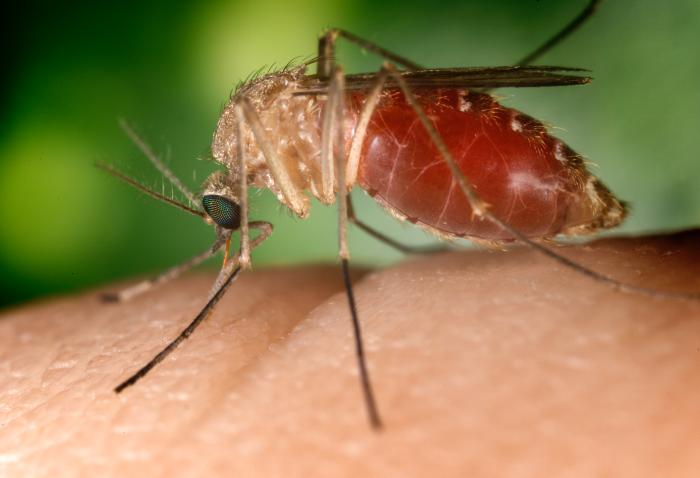
웨스트 나일 바이러스를 옮기는 쿨렉스 모기

감염병이 전파되는 경로는 다양하다. 인플루엔자와 같은 전염병은 병원체인 인플루엔자 바이러스가 공기 중으로 퍼져나가 호흡과 함께 인체에 침투한다. 말라리아, 뇌염, 웨스트 나일 바이러스 등은 모기를 매개체로 전파된다. 병원체를 보유한 동물이나 사람의 피를 빨아먹은 모기는 건강한 신체의 피를 빨면서 병원체를 체내에 침투시키게 된다.(그림 참조) 후천성면역결핍증은 성교, 수혈 등의 과정에서 병원체에 감염된 체액을 통해 전파된다.

## 진단과 치료
직·간접적인 진찰을 통해 감염병을 진단할 수 있다. 피부의 농양, 발진, 사마귀 등의 발생이나 설사, 고열, 오한 등의 증상을 토대로 감염을 확인하며 직접적으로는 조직 검사를 통해 현미경으로 병원체를 확인하여 진단한다.
대부분의 감염병은 페니실린과 같은 항생제를 투여하여 치료한다. 최근에는 항생제에 내성을 지닌 병원체가 발견되고 있어 항생제의 남용이 사회적인 문제가 되고 있다.

## 예방
인플루엔자, MERS CoV와 같은 일부 감염병은 백신으로 예방할 수 있다. 사하라 이남의 아프리카를 여행하고자 할 때에는 말라리아와 같은 감염병에 대한 예방 치료를 받아야 한다.

## 유아 감염병
대개 유아기에 병에 걸려 면역이 되는 것에 홍역·백일해 및 볼거리(유행성이하선염) 등이 있다. 그 밖에 꼭 걸리는 것은 아니지만 디프테리아·성홍열·이질·유행성소아마비·뇌막염 등이 유유아기(乳幼兒期)에 많으며, 이들은 각각 특유한 증상을 나타내는 것이기 때문에 의사는 쉽게 발견할 수 있다. 디프테리아나 성홍열·이질 등은 항균제가 잘 듣기 때문에 조기에 발견하여 치료를 받으면 된다. 홍역·볼거리에는 특효약은 없지만 성인의 혈청을 사용하여 가볍게 치료하게 한다든지, 항균제로써 여병을 방지한다. 유아전염병의 대부분은 예방주사나 예방혈청이 유효하기 때문에 1년에서 3년 간격으로 잊지 말고 예방접종을 하여 발병을 방지할 필요가 있다고 지적된다.

## 무기
감염병을 일으키는 병원체는 생물 무기로 사용되기도 한다. 구 일본군은 제2차 세계 대전당시 731부대에 의해서 생체실험을 통한 세균전을 시도한 바 있다. 생화학 무기의 사용은 생물학무기 금지협정으로 금지하고 있으나 최근에도 미국, 러시아 같은 국가에서 탄저균 등을 무기로 사용하려는 시도가 있었다.

## 감염에 대한 자세한 사항

### 지역 사회 감염증
- 비브리오 식중독: 오심, 구토, 설사, 발열, 혈변 등의 증상이 나타나며, 2~3일 내로 회복된다.
- 캄필로박터 식중독: 설사, 복통 등의 증상이 나타난다.
- 포도알균 식중독: 섭식 후 2~6시간 이후 증상이 발생한다.
- 클로스트리듐 식중독: 심한 복통 및 설사가 나타난다.
- 보툴리즘: 통조림이나 밀봉식품 관련 문제로 나타난다.
- 비장티푸스성 살모넬라: 구역, 구토, 설사가 나타나며, 변 및 혈액을 이용하여 진단할 수 있다. 탈수에 대한 대증치료를 한다.
- 세균성 이질: 치료 시 대증치료를 하지만, 1차 약제로 시프로플록사신을 주로 사용하며, 장운동 억제제는 피하는 것을 권장한다.
- 콜레라: 쌀뜨물 같은 설사 증상이 나타나며, 심한 구토가 나타난다.

### 원내 감염
- 원내 감염의 종류: 요로감염, 수술 부위 감염, 폐렴, 균혈증
- 거짓막 결장염: 클로스트리듐에 의함. 항생제 사용 중단하고 메트로니다졸 사용하여 치료.

### 그람양성균에 의한 질환
- 연조직염, 괴사근막염, 단독, 가스괴저, 파상풍, 포도알균 감염 등

### 그람음성균에 의한 질환
- 대장균 감염, 녹농균 감염, 장티푸스, 괴저병, 레지오넬라 감염, 임균 감염, 수막알균 감염, 브루셀라증, 묘소병 등

### 기타 감염
그 외에도 다양한 병원체에 의한 감염이 있을 수 있다.

## 같이 보기
- 대한민국의 법정 감염병
- 유행병
- 범유행병
- 풍병
- 집단 면역
- 바이오해저드
- 기초감염재생산수(R0)
- 임계전이(臨界轉移, critical transition)
- 계산역학(計算疫學, en:Computational epidemiology )
- 바이오세이프티 레벨
- 열화상 카메라(en:Thermographic camera, IRT 카메라)
- 손 세정제(핸드 새니타이저)
- 호흡용 보호구
- 개인용보호구(en:Personal protective equipment, PPE)
  - 서지컬 마스크
  - 페이스 쉴드(영어판)
- 화생방 수트(영어판)
- 방독면
- 의료용 온도계(체온계)
- 검역
- 질병관리본부 & 오송생명과학단지
- 미국 질병통제예방센터(CDC)
- 미국 국립산업안전보건연구원(NIOSH)
- 집약적 축산 - 가축들의 스트레스 증가로 인한 면역력 저하로 감염병에 취약해 짐